# Vases funéraires apuliens peints de l'Antikensammlung Berlin

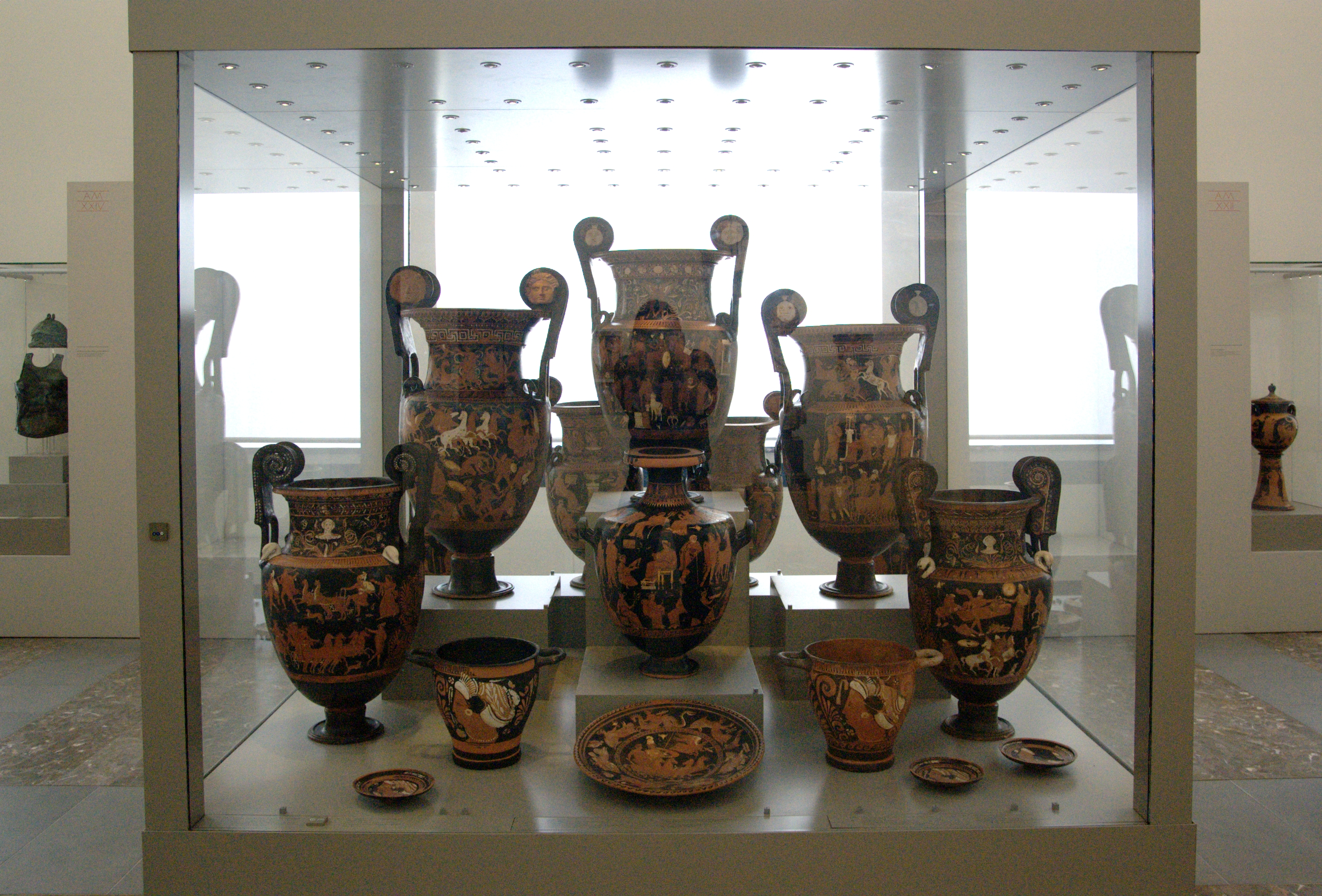
La collection de vases en exposition jusqu'en 2010

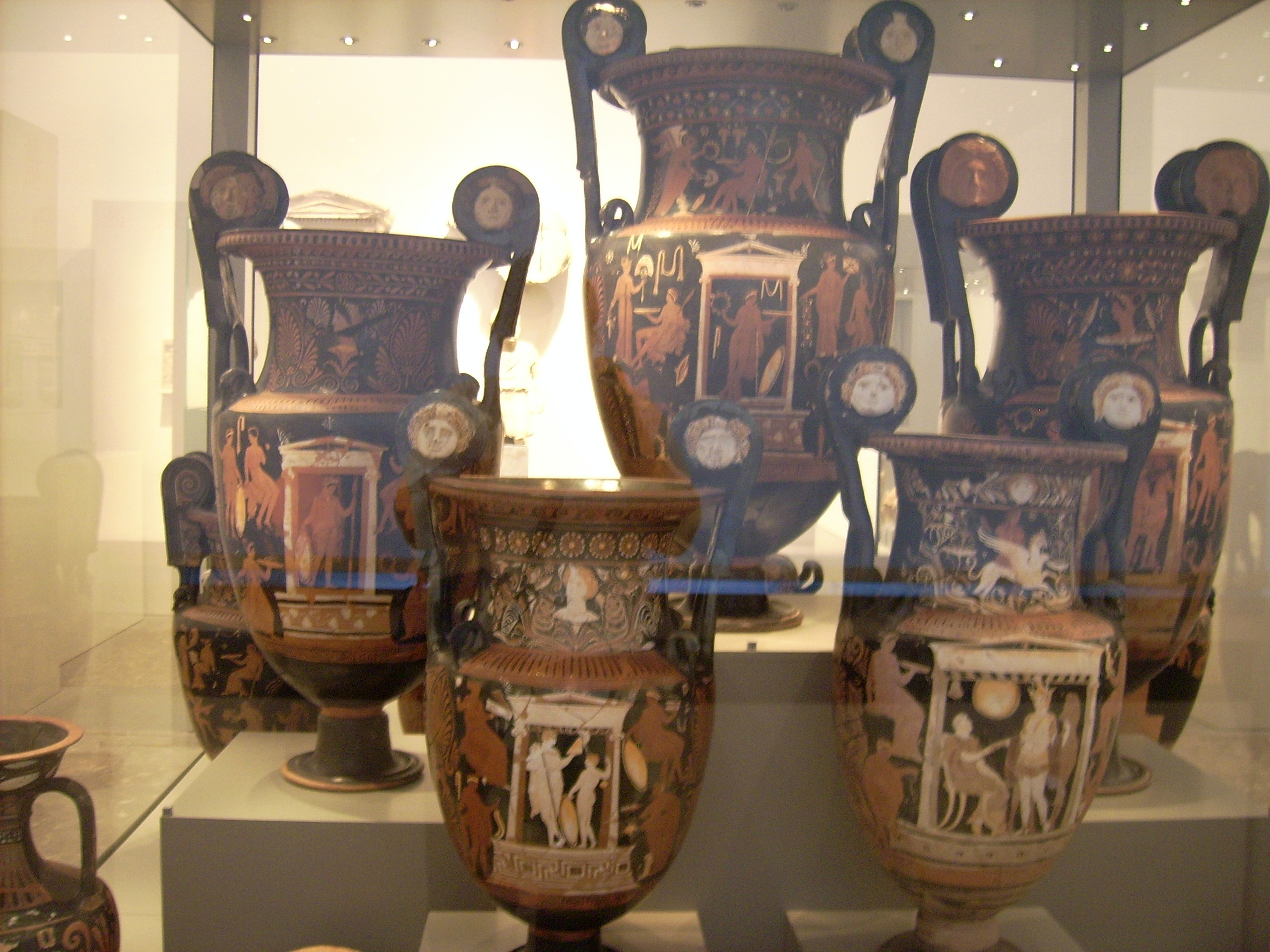
Face arrière

Le groupe des vases funéraires apuliens peints est un complexe cohérent de 29 vases, plat, assiettes, fragments de vases et groupes de fragments. Ces pièces font partie de la collection d'antiquités de l'Altes Museum (Ancien musée) de Berlin. L'ensemble consiste en vases en partie surdimensionnés et précieux, richement ornés avec des figures du « style riche » de la céramique à figures rouges d'Apulie. Des pièces de qualité moyenne ou inférieure les accompagnent. Ces pièces proviennent vraisemblablement de la fouille sauvage d'une tombe pendant la deuxième moitié du XXe siècle.

## Histoire et composition des fouilles
On ne connaît pas les circonstances exactes des fouilles. Les pièces ont été acquises en 1984 par la collection d'antiquités de Berlin par l'entremise d'un marchand d'antiquités, Christophe Léon, prétendument des possessions d'une famille de Bâle. Selon des indications du marchand d'art, les vases auraient été achetés à Naples par un voyageur inconnu de Genève à la fin du  XIXe siècle. Mais entretemps, il a été démontré que les vases n'ont été trouvés que dans la seconde moitié du XXe siècle dans des fouilles de tombes illégales dans les Pouilles, et sont parvenues sur le marché genevois par l'intermédiaire du marchand d'antiquités Giacomo Medici. En 1984, le musée n'avait pas acquis l'ensemble des fouilles, car apparemment, tout l'ensemble n'était pas encore en vente. Cela a pu être rattrapé en 1991, quand on a acquis des fragments, avec lesquels on a pu reconstruire de nombreuses pièces, et trouver des points de départ pour de nouvelles pièces à intégrer au complexe.
Les analyses stylistiques ont permis de classer ces vases d'argile comme des productions apuliennes. Comme ce genre de vases était rarement exporté hors des Pouilles, des fouilles près de Naples ou du voisinage sont pratiquement exclues. Tous les vases sont datés de vers 340 av.J.C. et attribués à une certaine manufacture de vases de Tarente. La peinture de beaucoup de ces vases – sur 20, 8 sont ornés par devant ou par derrière de motifs funéraires, comme les naïskos – laisse penser qu'ils font partie de mobilier funéraire. Également le fait que, à part quelques pièces, pour lesquelles les contreparties ont été vraisemblablement perdues ou dirigées vers d'autres collections, la plupart des vases peuvent être regroupés par paires, ce qui plaide pour leur regroupement dans des buts de représentation. Ce genre de motivation était fréquent dans les cérémonies funéraires apuliennes, dans le cadre desquelles un effort vers une disposition symétrique du tombeau était tout à fait usuel.
Les trouvailles consistent maintenant, après restauration, en sept très grands cratères à volutes, deux amphores, deux skyphoi, une hydrie, un grand plat, neuf assiettes ornées de poissons avec des fragments, quatre assiettes ornées de têtes de femme avec des fragments et de nombreux tessons, parmi lesquels le pied d'un cratère à volutes et de nombreuses coupes. Tous ces récipients avaient dans la vie réelle des fonctions spécifiques. Mais une partie des pièces retrouvées dans ces fouilles ne sont pas utilisables, ou difficilement, pour le but auquel elles correspondent. Par exemple les skyphoi, où l'on buvait le vin mêlé, ont une capacité de plus de dix litres, ce qui exclut une utilisation normale. Presque tous les autres grands récipients étaient également inutilisables, le corps du vase et son pied n'étant pas jointifs, ou il manquait même le pied, ce qui fait que les récipients ne pouvaient pas recueillir de liquide. Ces faits parlent pour une utilisation sacrale ou funéraire, c'est-à-dire dans un contexte en rapport avec la mort.
Ces grands vases de grande valeur aux motifs frappants n'étaient pas faits pour l'usage, mais devaient faire impression lors de l'enterrement. Les pièces conservées étaient apparemment les clous du spectacle d'un enterrement. Par contre la fonction des céramiques simples, servant apparemment aussi de dons dans la tombe, est incertaine. Des analogies avec d'autres fouilles de tombes laissent penser que le tombeau d'où proviennent les vases est un tombeau à chambre, dont le type est apparu au début du IVe siècle av. J.-C..

## Principales pièces

### Cratère de Phrixos

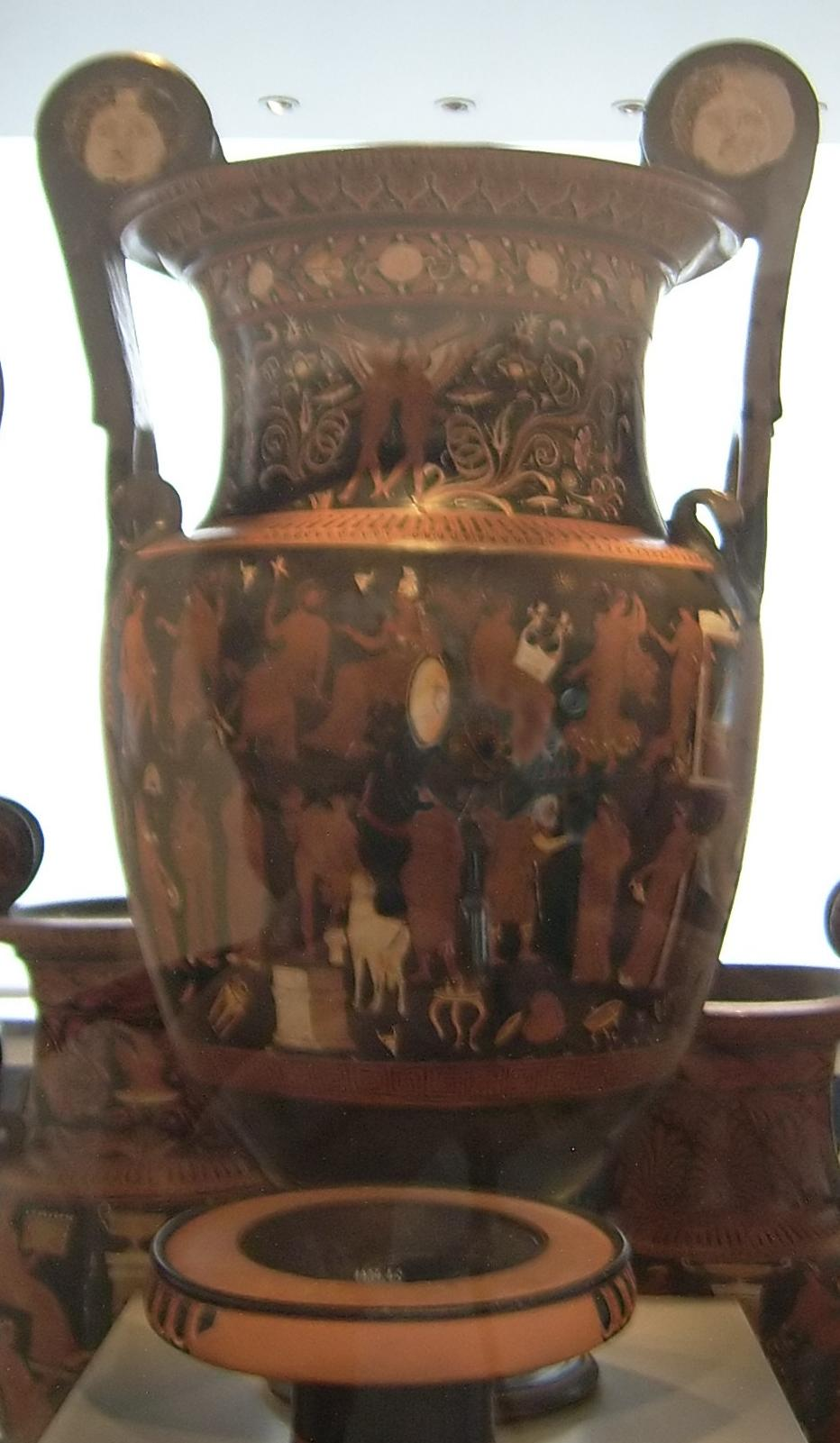
Face avant du cratère de Phrixos

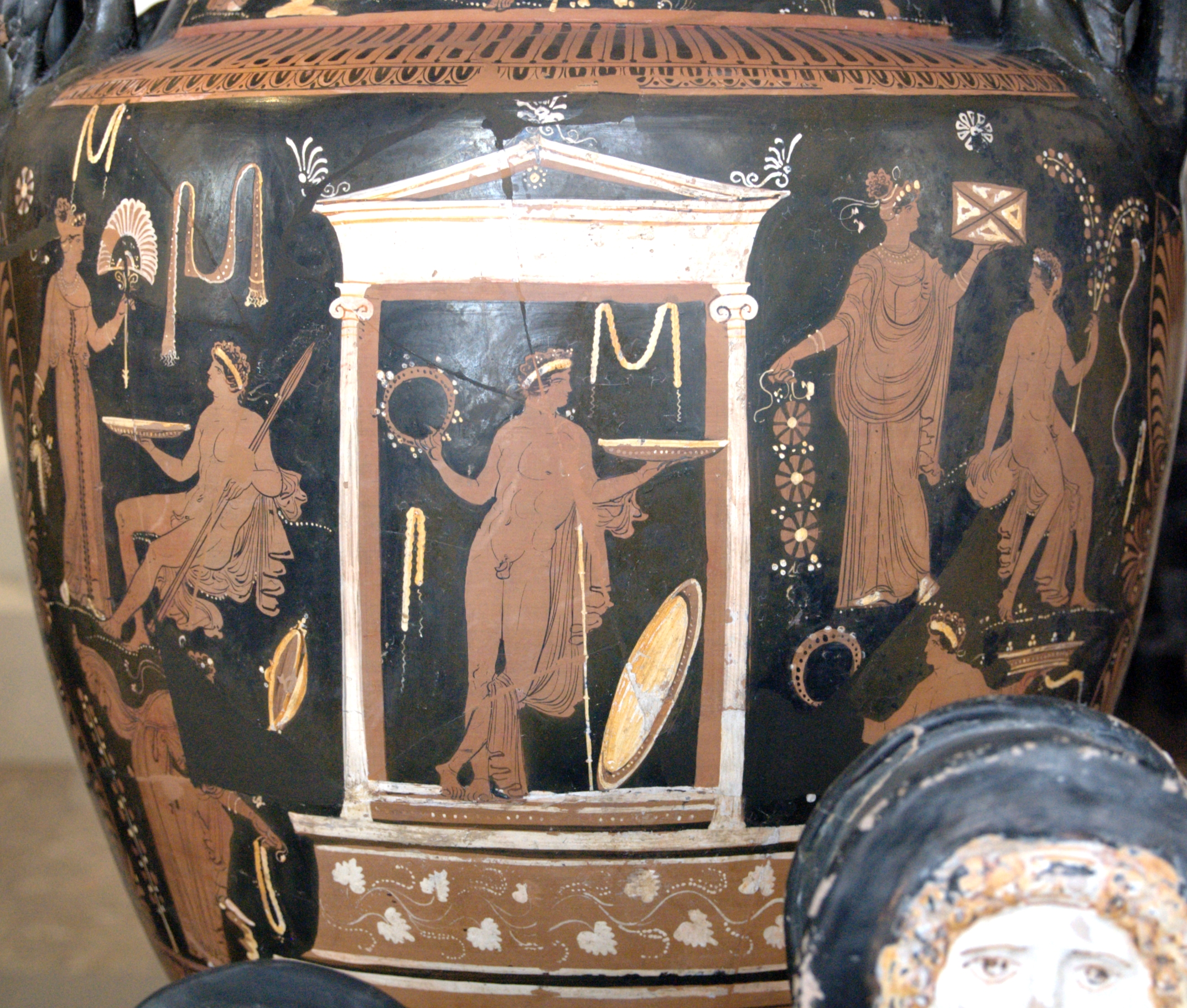
Face arrière du même

Le cratère nommé cratère de Phrixos, un cratère à volutes avec des poignées en masques est avec ses 102 cm de haut le troisième par ordre de taille. Ce vase, attribué par Arthur Dale Trendall au peintre de Darius est considéré comme une des meilleures œuvres de cet artiste. Les dessins sur le vase sont exécutés avec particulièrement de soin et sont très élégants. Il n'y a pas de contrepartie, mais on suppose que le pied de vase est le fragment d'une contrepartie.
La qualité particulière de ce cratère se montre déjà sur la décoration du col. Des deux côtés de deux êtres ailés placés au centre, on voit un sarment s'élançant vers le haut plein de fantaisie. À première vue, cela apparaît désordonné et chaotique. Une analyse montre cependant que l'artiste a donné à la plante une structure bien définie, sans prendre modèle sur quelque objet naturel. Le sarment présenté par le peintre de Darius avec ses rameaux sortant des fleurs n'a aucun modèle dans la nature. Au-dessus de cette décoration se trouve une bande de feuilles de chêne, formant une sorte de guirlande, et ornée d'une chaîne d'œufs peints. Les œufs paraissent soufflés, collés sur une bande et joliment peints. L'artiste s'est sans doute inspiré là de quelque décoration habituelle dans les Pouilles pour les fêtes.
Le tableau principal est organisé sur deux plans : un plan supérieur divin et un inférieur humain. Les principales figures du tableau sont désignées par des inscriptions. Au centre, le pied appuyé sur l'autel, le jeune Phrixos. Il couronne un bélier, comme on le fait d'habitude pour les victimes de sacrifice. L'autel peint un peu plus loin confirme qu'il s'agit bien d'une scène de sacrifice. À gauche, à côté de Phrixos se tient sa belle-mère Ino, à droite son père, le roi Athamas, avec le couteau du sacrifice dégainé. Mais ce n'est pas le bélier, mais Phrixos qui doit être sacrifié, à cause d'un faux oracle initié par sa belle-mère. Plus loin à droite, un vieux sage informe la sœur de Phrixos, Hellé, qui doit aussi être sacrifiée, du sacrifice imminent de son frère, ce qui se reflète dans la position horrifiée de la jeune femme. Le dernier personnage sur le côté est une femme décrite sous le nom d'Euphemia. Euphemia – celle à la bonne réputation – n'est pas seulement un nom, mais aussi la description du silence rituel des personnes participant à une cérémonie sacrée.
Dans la frise supérieure, une assemblée de dieux regarde ce qui se passe en bas chez les hommes. La deuxième personne à partir de la gauche est Néphélé, la mère de Phrixos et de Hellé, qui s'agite, pleine d'angoisse et de colère, mais très élégante. À sa droite, se tient Hermès, qui va apparemment lui apporter la nouvelle de l'imminent sauvetage de ses deux enfants par les dieux.
Ce qui est intéressant dans cette représentation est que le peintre renonce presque entièrement à des scènes d'action ou de dynamique. Sans les inscriptions, on pourrait croire à un sacrifice de bélier tout à fait normal. Ce n'est qu'avec la connaissance du mythe grec de Phrixos et Hellé que l'on peut reconnaître quelques détails, comme les couronnes sacrificielles dans les cheveux des jeunes gens, le doigt d'Athamas pointé vers sa femme, ou les émotions visibles de Hellé et de Néphélé. On doit donc en conclure que le vase a été créé pour un public à formation mythologique.
L'arrière du vase présente la construction funéraire en forme de temple (naïskos) dont il a déjà été question, et que l'on retrouve sur beaucoup de vases. Le jeune défunt est présenté décontracté, appuyé sur un bâton. Dans une main, il tient une coupe, dans l'autre une couronne. De chaque côté du tombeau apparaissent trois jeunes gens, habillés en vêtements de fête, et pas en deuil. Sur le col du cratère le défunt apparaît une deuxième fois. Maintenant, il est dans l'au-delà, tient une coupe dans la main, avec laquelle il attrape le vin coulant de deux grappes pendant au-dessus de lui.

### Cratère de Rhésos

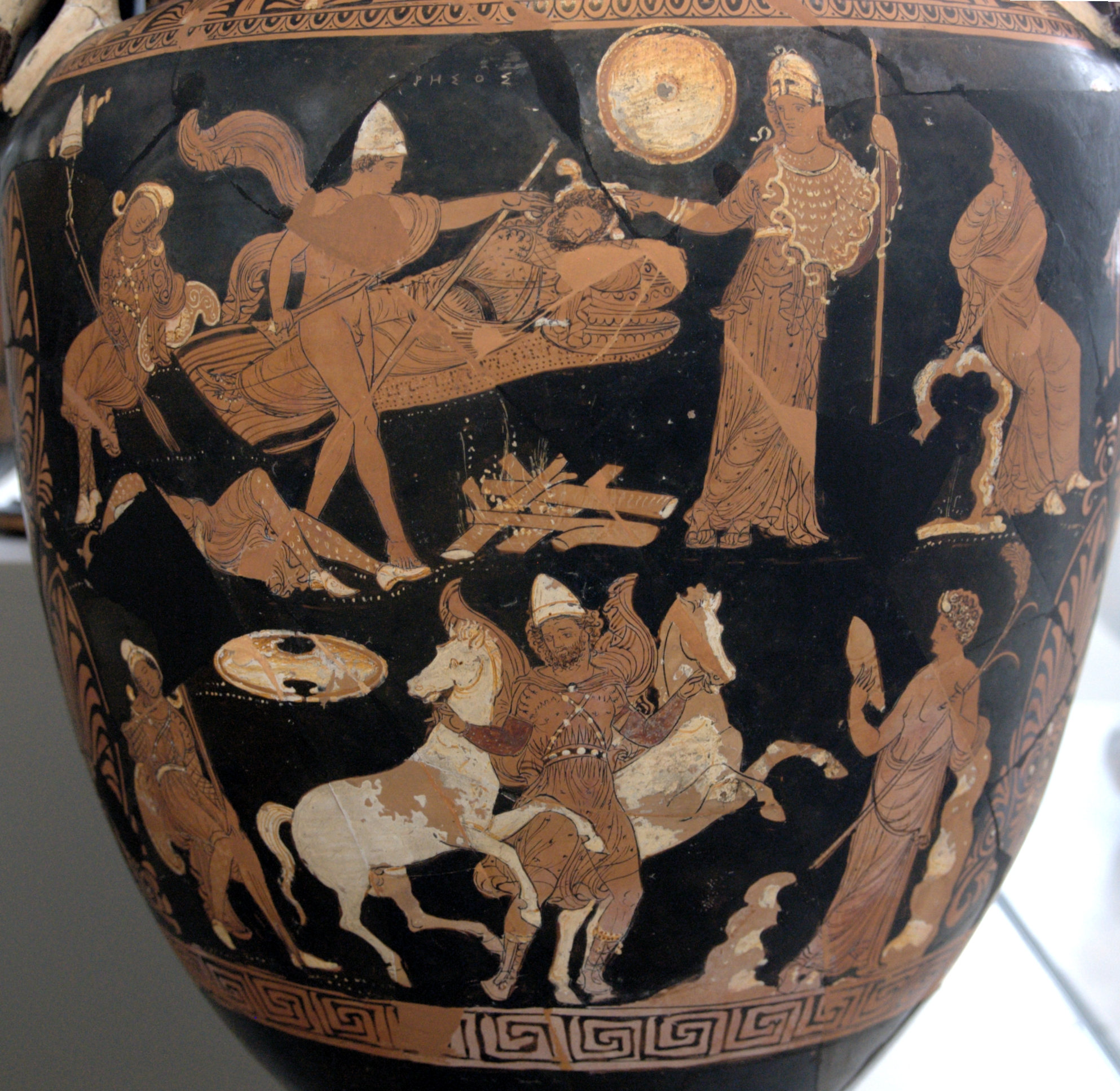
Cratère de Rhésos

Le cratère de Rhésos ressemble à beaucoup d'égards à celui de Phrixos. Il s'agit d'un cratère à volutes de 82 cm de haut avec des poignées à trois rouleaux. Il est aussi attribué au peintre de Darius. Comme sur le cratère de Phrixos, les personnages sont identifiés par des inscriptions. L'histoire mythologique du roi de Thrace Rhésos appartient aux plus anciens mythes grecs, et est déjà rapportée par Homère. La variante évoquée ici se rapporte à la tragédie d'Euripide du nom de Rhésos. Le centre de l'histoire, qui se situe en pleine guerre de Troie, est le meurtre de Rhésos par Diomède. Celui-ci se glisse avec Ulysse dans le camp du roi thrace, pour empêcher son intervention le lendemain aux côtés des Troyens, car il a été prophétisé que les Troyens ne pourraient pas perdre la guerre si les chevaux de Rhésos pouvaient brouter devant Troie.
Dans la partie supérieure de l'image, on voit Diomède se glisser avec une démarche prudemment élastique et une certaine tension vers la couche du roi dormant. À droite, à côté de la couche, se tient la déesse Athéna qui montre sereinement et calmement le roi qui dort. Tournant son corps à la scène, mais regardant ce qui se passe par-dessus son épaule, la mère du roi, une des Muses est assise. Dans le champ inférieur de l'image, on voit Ulysse qui conduit les chevaux blancs de Rhésos hors du camp. La scène est délimitée à droite par le père de Rhésos, le dieu thrace du fleuve Strymon, caractérisé par les attributs d'un dieu-fleuve : les cornes, le coquillage et le roseau.

### Cratère de Perséphone

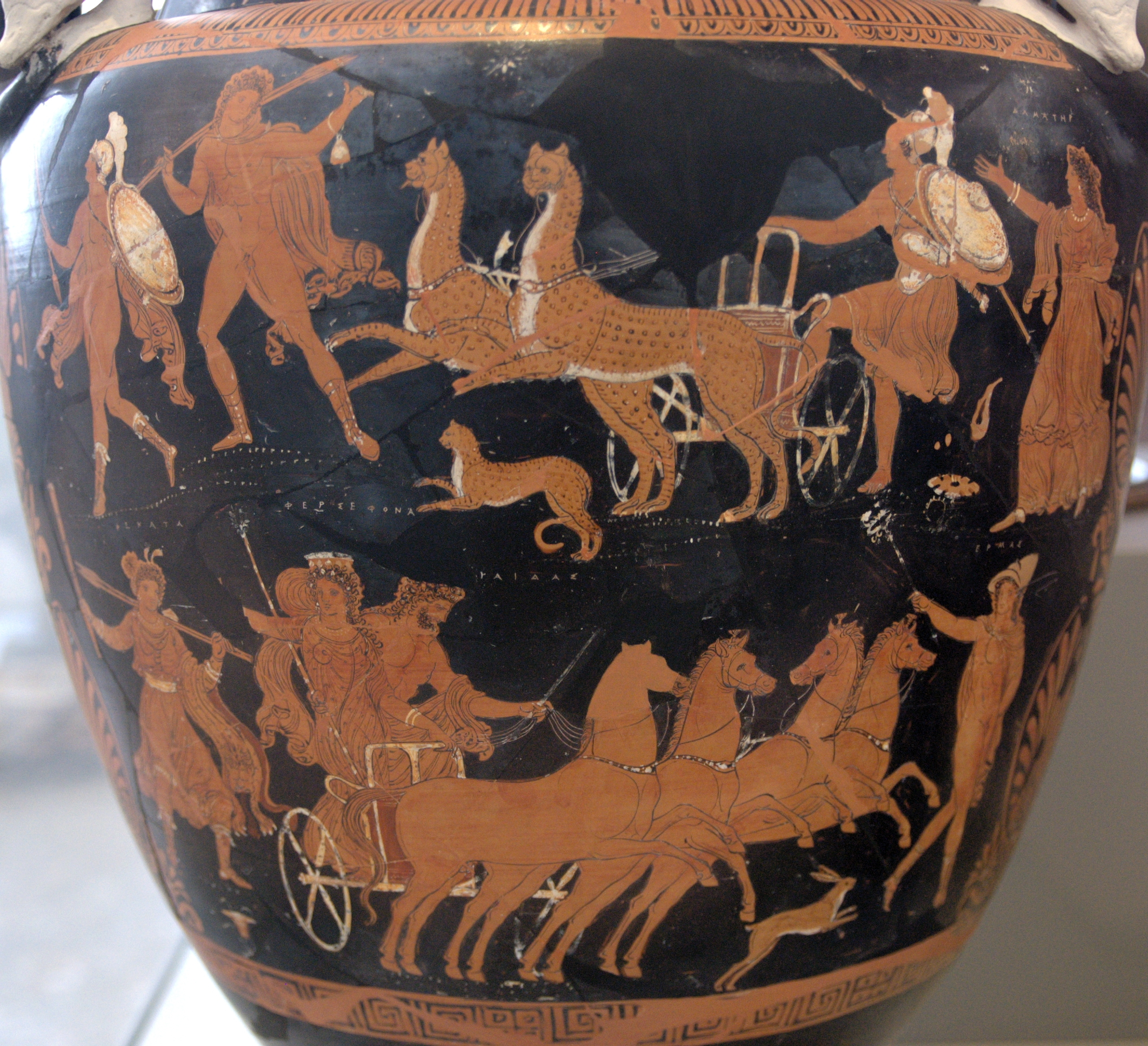
Cratère de Perséphone

Le cratère de Perséphone est un cratère à volutes avec des poignées en spirale de 86,5 cm de haut. Il est attribué au peintre des Enfers, et est la contrepartie du cratère de Rhésos, même si le style du dessin ne présente pas l'élégance et la finesse de son pendant. L'histoire représentée est un motif extrêmement apprécié sur les vases apuliens, mais il n'a été que rarement mis en scène aussi à fond. C'est l'histoire du rapt de Perséphone, déesse de la végétation, par le dieu suprême de l'au-delà, Hadès. Le motif central de la frise inférieure est le rapt lui-même. Hadès est en route vers l'au-delà sur son quadrige, avec Perséphone, désespérée, qui étend son bras pour appeler au secours. Deux autres divinités assistent à l'événement. Mais Perséphone ne peut pas attendre d'aide de leur part. Hermès, le conducteur des morts vers les Enfers connaît le chemin au mieux et conduit son oncle Hadès. Derrière la voiture se trouve la mystérieuse déesse Hécate, qui tient une torche en main.
La figure centrale de la frise du haut est un attelage de panthères, monté par un serviteur de Déméter, la mère de Perséphone, pour entreprendre la poursuite des ravisseurs. Sur le bord droit, se tient Déméter, levant un bras en signe de plainte, et envoyant son serviteur dans sa poursuite. Mais ils n'ont aucune chance de rattraper Perséphone. Le peintre a  réussi un effet intéressant, en donnant à Hadès et à sa proie, et aux inscriptions les concernant, un mouvement de gauche à droite, tandis que le poursuivant va de droite à gauche. Ainsi met-il sous les yeux du spectateur l'aspect sans issue de cette poursuite.

### Cratère de la Gigantomachie

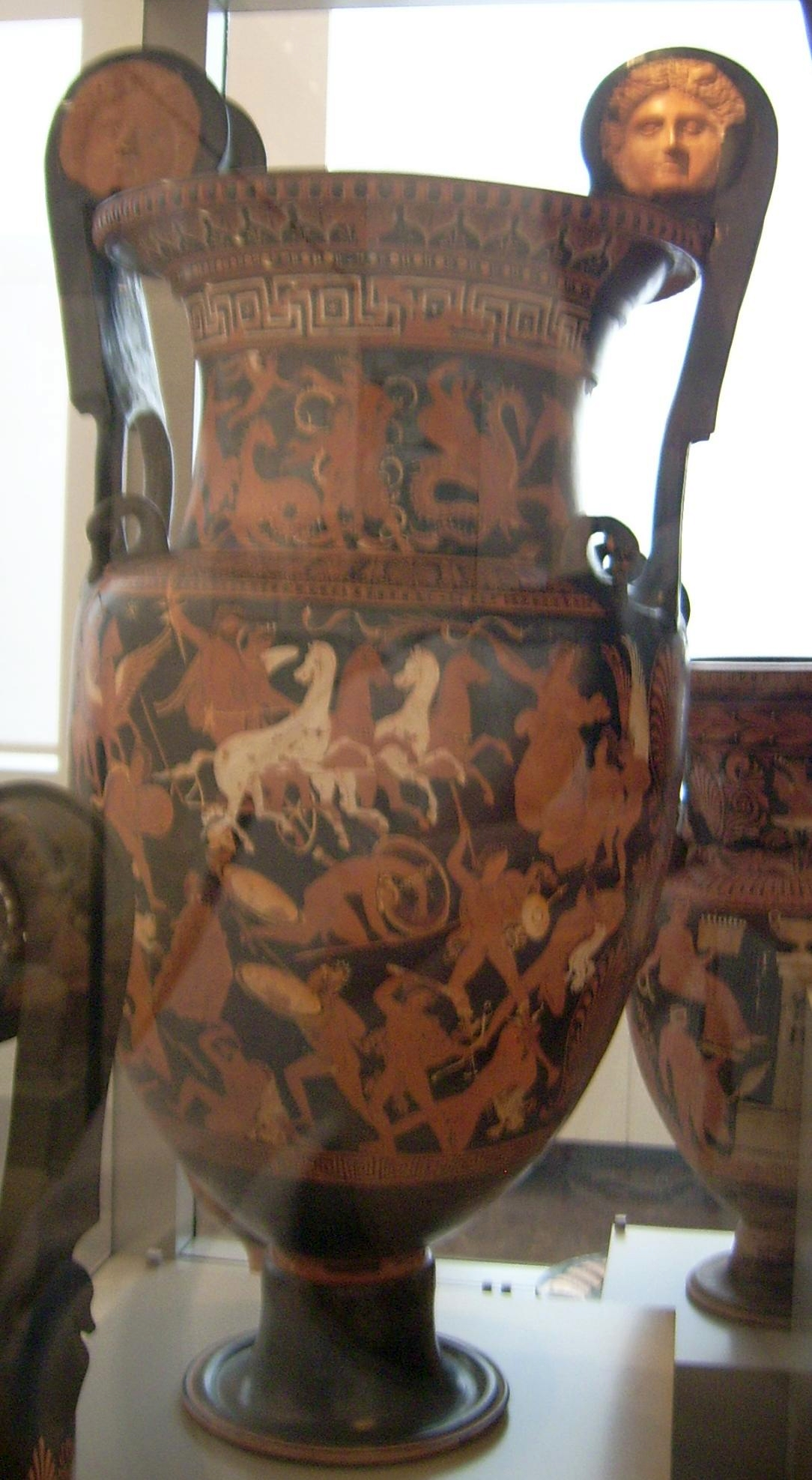
Devant du cratère de la Gigantomachie

Le cratère de la Gigantomachie est aussi un cratère à volutes à poignées en masque. Son pied a été cuit séparément. Avec ses 113 cm de haut, c'est le plus grand de la collection. Il est attribué au peintre des Enfers. Sur le vase, l'histoire très populaire de la lutte entre les Dieux et les Géants, la Gigantomachie.
Ce vase frappe par une composition particulière de la représentation. Le motif central, le père des dieux, Zeus, qui entre dans la bataille sur un char conduit par la déesse de la victoire Niké, se prépare à lancer la foudre sur un géant déjà à terre. À gauche de Zeus, son frère Poséidon chevauche son cheval ailé Pégase et entre dans la bataille. Cette situation est mythologiquement raisonnable – Pégase est bien le fils de Poséidon et de la Gorgone Méduse – mais rarement évoquée. Les autres combattants sont arrangés selon une iconographie cohérente. Athéna se bat armée de son bouclier, de sa lance et de son casque contre un géant équipé de la même manière, tandis que Dionysos se bat en peau de panthère contre un géant également vêtu d'une peau de panthère, Héraklès en peau de lion se bat avec un géant vêtu d'une peau de lion. Le couple de combattants à droite de Zeus paraît particulièrement original. La déesse de l'amour Aphrodite y combat avec un jeune géant. Ce dernier regarde d'un air langoureux la déesse qui tient un rameau de palme en signe de victoire, et il s'agenouille devant elle. Éros profite de l'occasion pour lui lier les mains dans le dos. Ainsi l'amour triomphe-t-il de la violence.
Une autre lutte d'amour est représentée sur le col du cratère. Pélée y combat avec la déesse marine Thétis, à qui il a été prophétisé que son fils serait bien plus puissant que son père. L'homme Pélée gagne la bataille, ce que montre Éros ailé qui vient en volant pour couronner Pélée en vainqueur. La victoire lui apporte l'amour de Thétis, et de leur union naîtra avec Achille le plus puissant des Grecs de la guerre de Troie. La lutte est flanquée de serpents marins paraissant dangereux.

### Cratère des Priamides

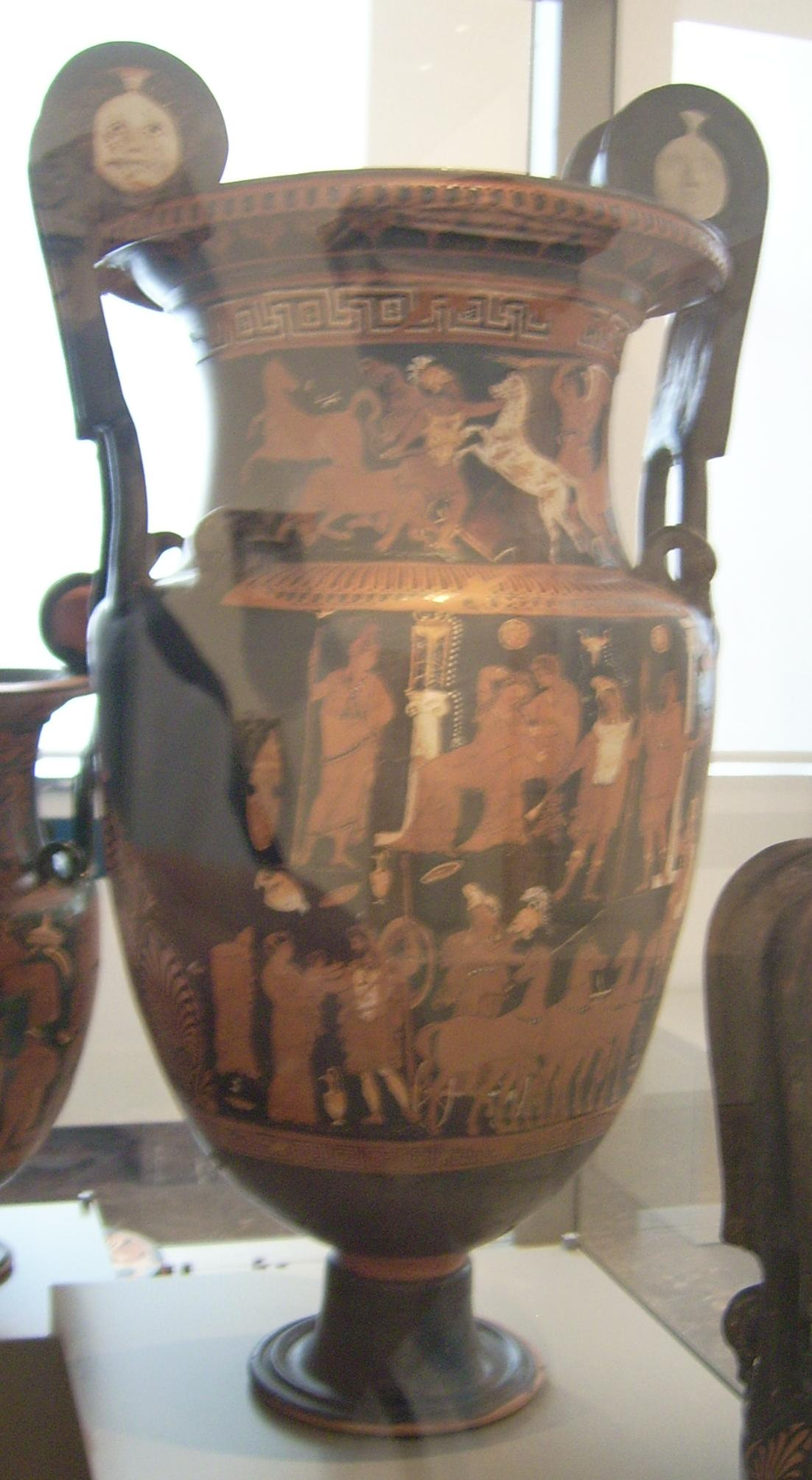
Devant du cratère des Priamides

Le cratère des Priamides est la contrepartie du cratère de la Gigantomachie, et attribué comme lui au peintre des Enfers. Avec ses 107 cm, c'est la deuxième plus grande pièce de la collection. Faute d'inscriptions, l'interprétation de la scène doit être faite d'après les représentations. Au centre du champ inférieur du tableau, on voit un conducteur de char sur son char de combat. Par son bonnet phrygien, il est caractérisé comme appartenant au cercle culturel oriental. À  sa gauche, on voit une scène d'adieux entre un homme et une femme tenant sur son bras un enfant qui essaie de retenir l'homme. Tant l'homme que la femme paraissent abattus, comme s'ils savaient ce qui les attend. Une deuxième femme, vers laquelle l'homme dirige son regard, se tient plus loin sur le bord gauche, mais est en partie perdue. Finalement l'interprétation de la scène est très facile : l'homme dans la scène d'adieux est Hector prenant congé de sa femme Andromaque et de son fils Astyanax dans les bras de sa nourrice, avant son duel avec Achille.

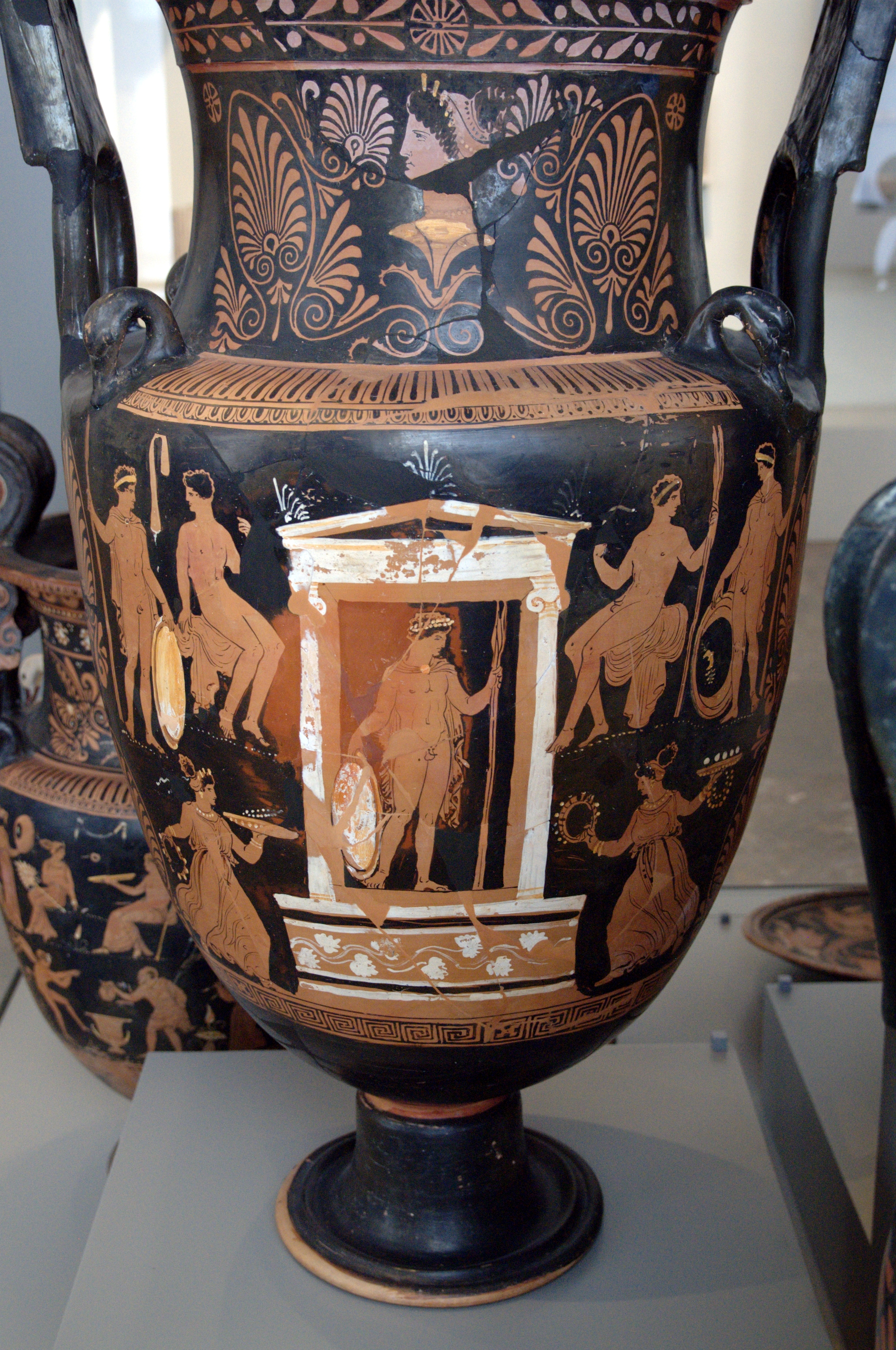
Face arrière du cratère des Priamides

Le motif central de la frise supérieure est Hécube consolant Cassandre. Cassandre est désignée comme personnalité sacrée par ses tiges de laurier ornées de rubans, puisqu'elle est capable de lire dans l'avenir. Mais Apollon ne lui a donné ce don que sous la condition que personne ne croie à ses oracles. Il n'est donc pas étonnant que ni sa mère, ni son père Priam à sa gauche ne partage ses soucis au sujet d'Hector. À droite, en haut, on voit un aigle qui tient un serpent dans ses serres – un autre signe confirmant les dires de Cassandre. Seul un autre Troyen, un jeune homme – probablement le jumeau de Cassandre Hélénos, qui possède aussi le don de prophétie – reconnaît le signe. La source littéraire est évidente sur ce cratère. Le vase a reçu le nom de cratère des Priamides en raison du grand nombre de figures mythiques appartenant à la famille de Priam qui y apparaissent.
L'illustration sur le col présente une autre histoire, souvent rapportée sur les vases, et apparemment populaire dans les Pouilles. Un guerrier barbu tue un cheval de son glaive. C'est Œnomaos, fils du dieu de la guerre Arès, à qui il a été prophétisé qu'il perdrait la vie à cause du fiancé de sa fille. C'est pourquoi il provoque tous les prétendants à la main de sa fille à une course de char à la vie, à la mort. Comme son père lui avait fait cadeau de chevaux plus rapides que le vent, il a pu battre de nombreux prétendants. Mais un prétendant eut recours à  un trucage, et desserra l'essieu du char d'Œnomaos, qui eut un accident pendant la course. Le tableau sur le col du cratère présente en arrière-plan le char accidenté, et au premier plan Œnomaos désespéré, qui tue les chevaux dans sa colère. De la droite vient un démon ailé avec une torche, qui symbolise la folie qui s'est emparée d'Œnomaos. Sur la face arrière du vase est représenté un tombeau monumental.

### Autres cratères

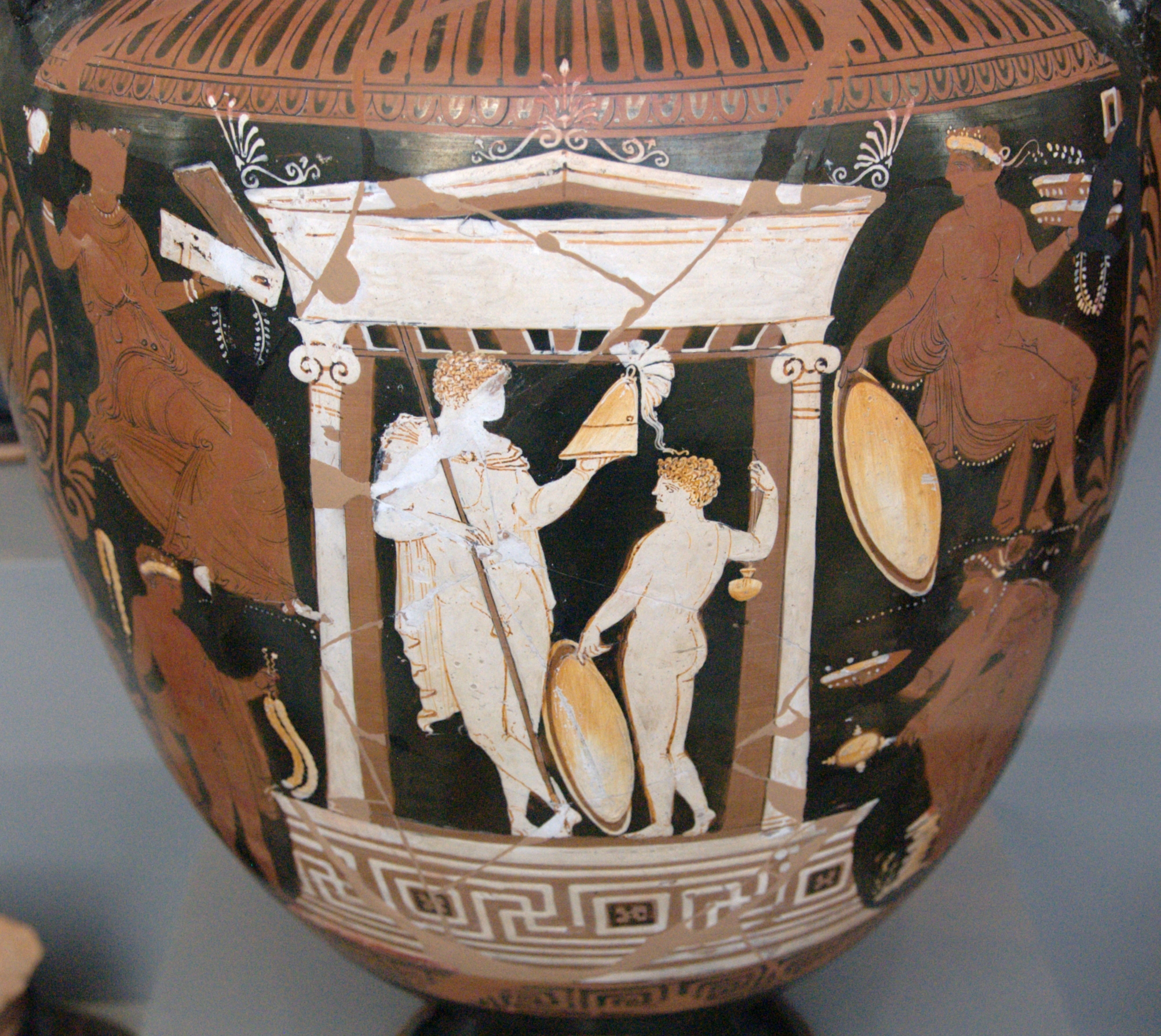
Cratère à volutes du peintre de Copenhague 4223 (1984.43)

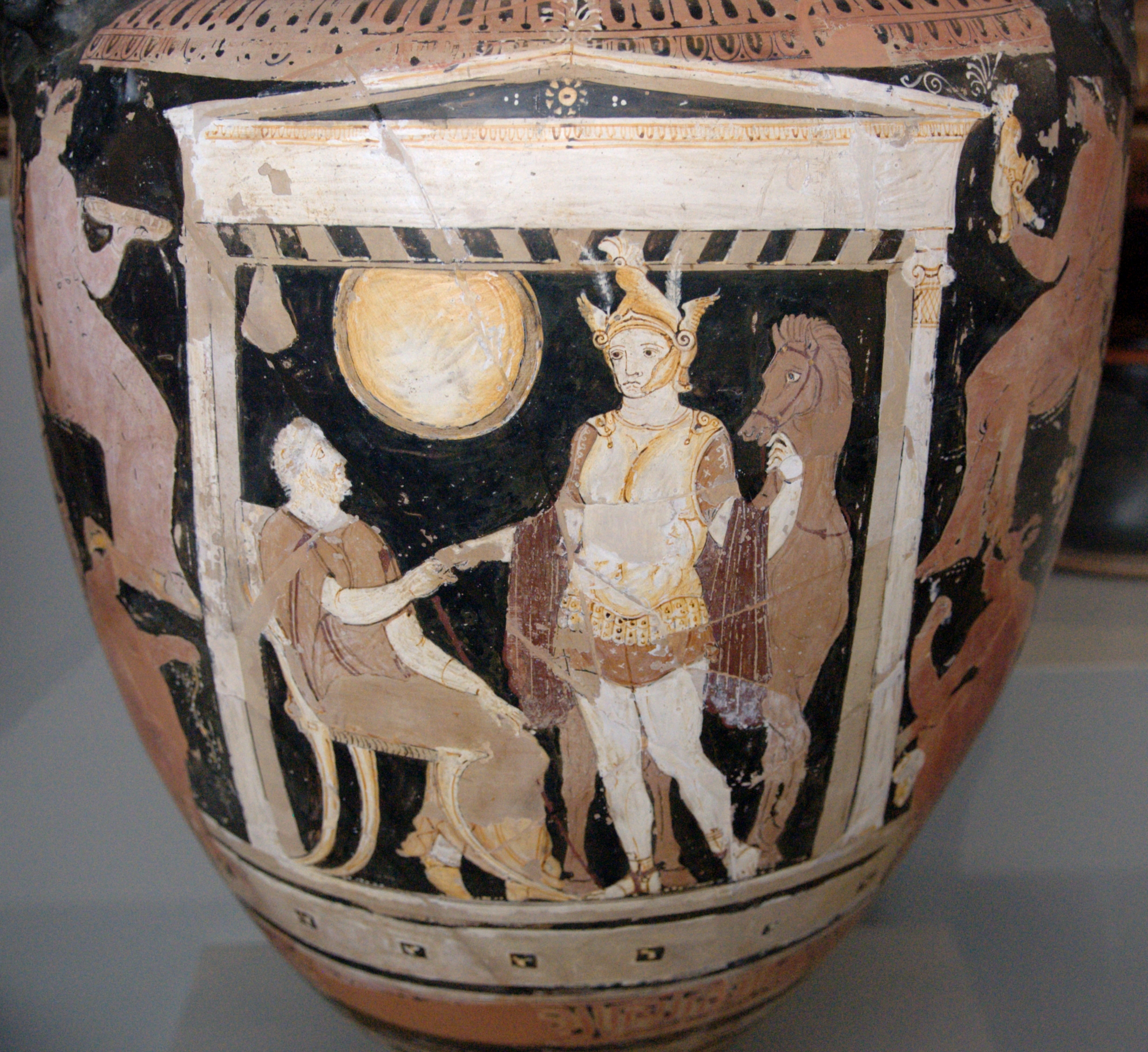
Cratère à volutes du peintre de Loebbecke (1984.42)

À côté des cratères qui représentent une histoire mythologique, il y a deux cratères à volutes avec poignées en masques qui paraissent appariés, et présentent sur la face avant un tombeau monumental, sur la face arrière une pierre tombale. Si l'on place les deux vases de part et d'autre, il semble que les figures se regardent.
Le vase un peu plus grand, de 84,5 cm de haut, est attribué au peintre de Loebbecke. Le tombeau monumental (naïskos) est encadré par deux colonnes ioniques, rehaussées de couleur blanche. Dans le naïskos se trouvent un vieillard assis sur un siège de type klismos, et un guerrier debout avec un casque chalcidien tenant un cheval par les rênes. Les personnages hors du naïskos sont mal conservées, le vernis n'ayant pas correctement adhéré. En haut à droite, assise sur le sol, une femme s'appuie sur sa main droite et tient dans l'autre une fiole. Face à elle, un jeune homme armé a une position semblable, posé sur son manteau et avec dans la main un casque chalcidien d'une forme spéciale à l'Italie méridionale. En bas à droite, une femme debout, face à elle un jeune homme debout. Sur la face arrière, deux femmes et deux jeunes gens sont représentés groupés autour d'un pilier mortuaire.
Le deuxième cratère à volutes de 76,5 cm de haut, est attribué au peintre de Copenhague 4223. La construction du vase est très similaire à celle du précédent. Le côté arrière présente à nouveau deux jeunes gens et deux femmes regroupés autour d'un pilier funéraire. L'image principale du côté avant présente cette fois dans le naïskos un jeune homme debout appuyé sur une des colonnes ioniques. À côté de lui se tient un garçon qui tient d'une main le bouclier rond de l'homme, et de l'autre un aryballe. Les quatre personnages groupés autour du naïskos correspondent à peu près à ceux du vase du peintre de Loebbecke. Mais la femme assise tient en main un miroir, et le jeune homme installé en face d'elle un bouclier rond.

### Hydrie d'Éleusis

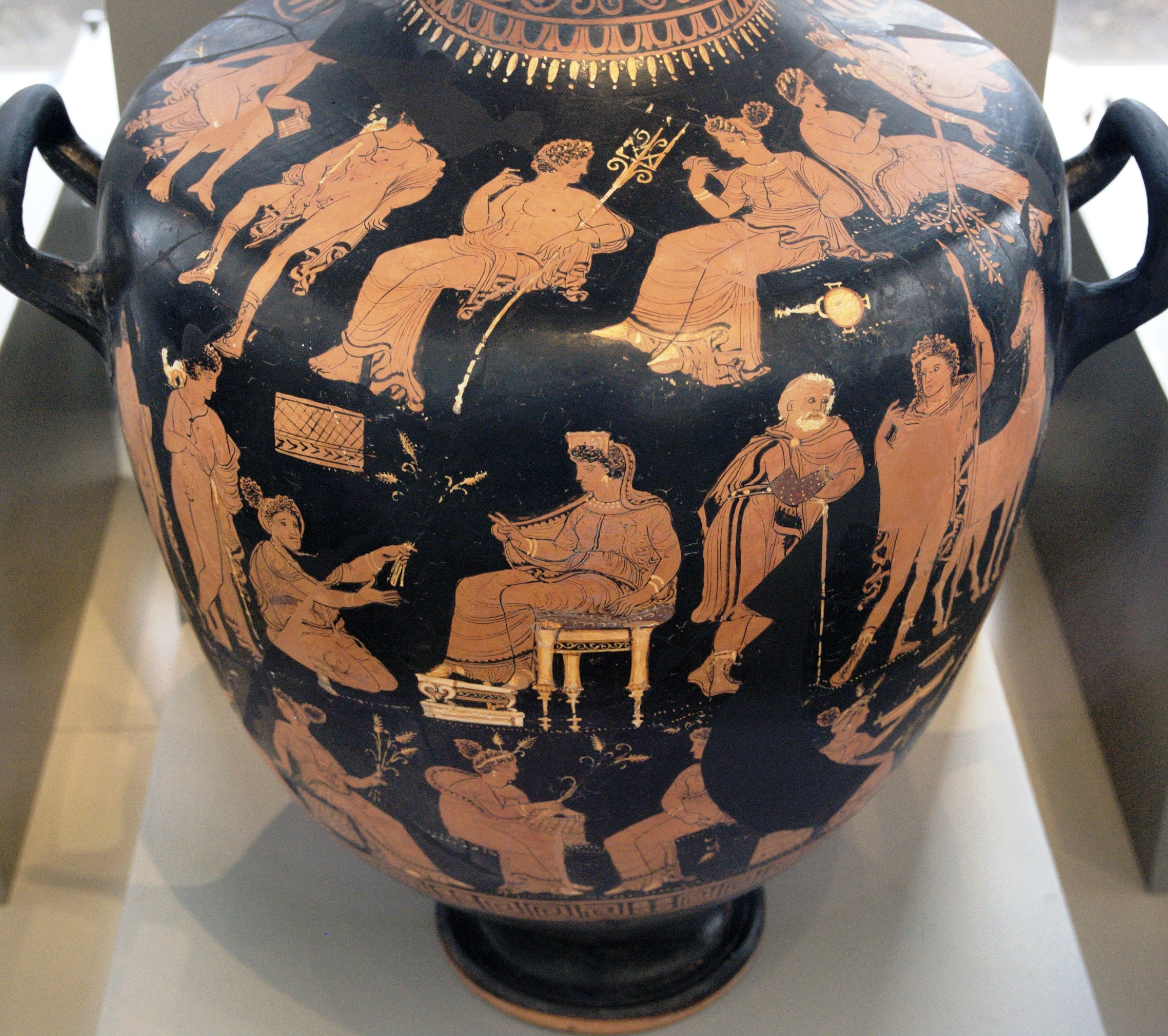
Hydrie d'Éleusis

L'hydrie d'Éleusis de 68 cm de haut est attribuée au peintre de Varrese. La scène représentée n'est ni expliquée par des inscriptions, ni connue autrement dans l'iconographie grecque. L'interprétation a dû se fonder sur un accord entre les images et la tradition écrite.
Le tableau est partagé en trois champs. Dans le champ supérieur, sur l'épaulement de l'hydrie, on voit un groupe de dieux qui regardent ce qui se passe sous eux sur terre – représentation très répandue dans l'iconographie des vases apuliens. Ces dieux sont Pan, Hermès, Poséidon jeune, Aphrodite que l'on reconnaît par le miroir posé à côté d'elle, Apollon et Artémis. Au centre, une déesse siège sur un trône, une femme agenouillée devant elle, qui lui présente des épis. On reconnaît donc cette déesse comme Déméter. Dans le champ le plus bas du tableau, six autres jeunes femmes sont caractérisées par des attributs qui ont à voir avec Déméter – épis, paniers plats comme on les utilise pour les sacrifices – quatre d'entre elles portent des caisses rondes, comme celles utilisées pour la conservation des objets du culte des mystères d'Éleusis. À côté de la déesse, on voit un vieux pédagogue et un jeune garçon bouclé.
L'histoire représentée, comme on peut l'interpréter des personnages, est déjà rapportée dans les hymnes homériques. Après – comme c'est représenté sur le cratère de Perséphone  – que la fille de Déméter a été ravie par Hadès dans les Enfers, la déesse de la végétation en deuil erre dans la campagne. À Éleusis, elle est engagée sans être reconnue comme bonne d'enfants à la cour du roi Céléos et de sa femme Métanire, qui, après de nombreuses filles, viennent d'avoir un fils, Démophon. La déesse s'occupe maintenant de cet enfant. Elle oint l'enfant d'ambroisie et le dépose la nuit dans le feu, pour le rendre ainsi immortel. Une nuit, elle est surprise par Métanire, et le charme de l'immortalité disparaît. Alors la déesse en colère se fait connaître. Toute la nuit, Métanire et ses filles essaient d'apaiser la déesse, qui ne pourra être calmée que par l'instauration d'un culte spécial – les mystères d'Éleusis. C'est pourquoi on voit sur le champ du bas les filles de Métanire avec les objets du culte. Ce culte a été préservé pendant toute l'Antiquité jusqu'à la victoire du christianisme. L'enfant dans le champ du milieu est donc Démophon.

### Amphores

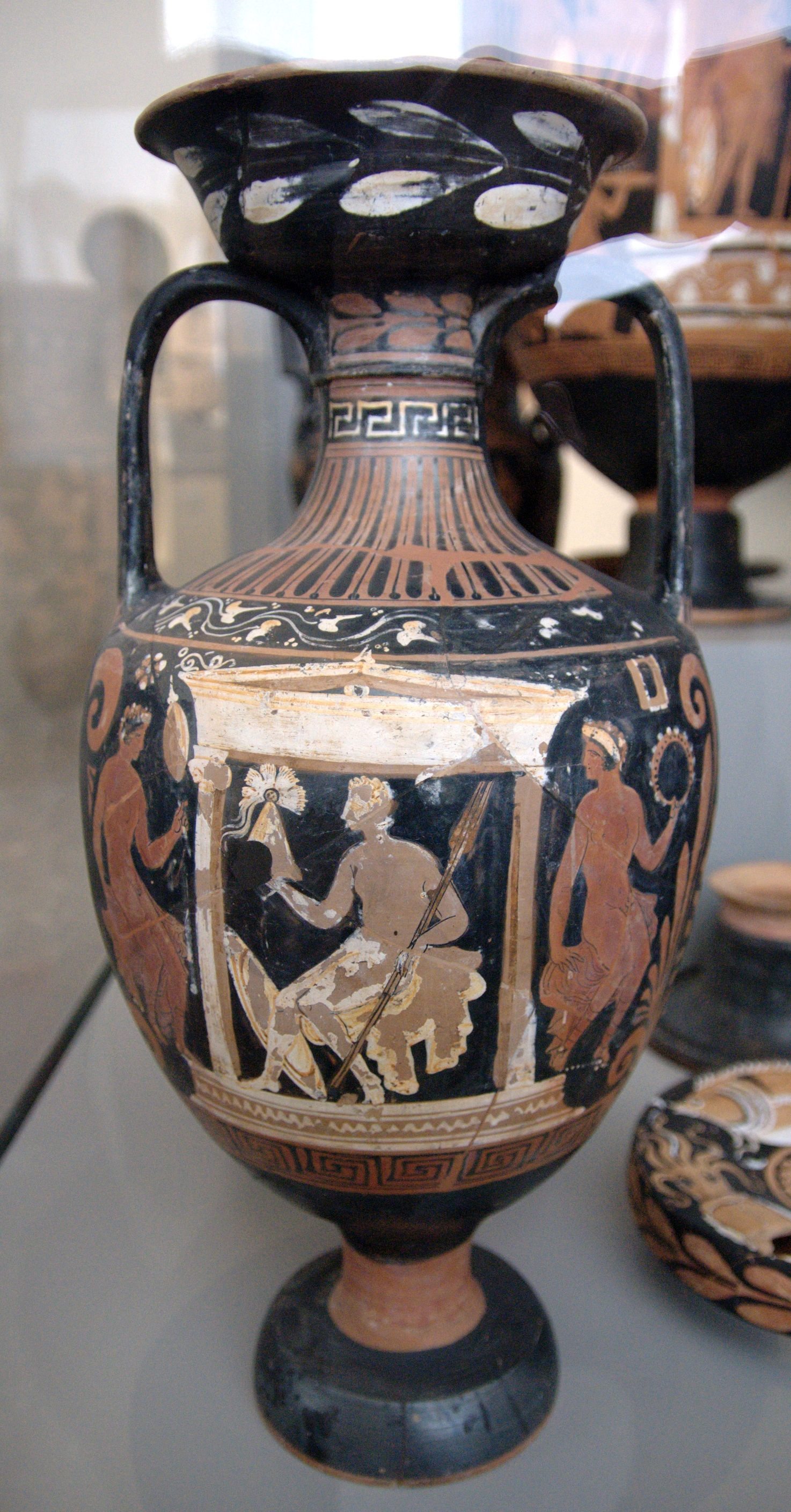
Une des amphores (1984.49)

Les deux amphores appartenant à la collection proviennent du peintre de Lucera. Les deux amphores ont une construction pratiquement identique. Comme pour deux des cratères à volutes, sur la face avant figurent des tombeaux monumentaux, et sur la face arrière des stèles. Dans chaque naïskos ionique, un jeune homme armé est assis. La seule différence réside dans les personnages se tenant à côté des naïskos. À gauche, sur les deux, c'est un jeune homme, mais à droite c'est un jeune homme sur le plus petit vase, et une femme sur l'autre. La plus petite amphore mesure  56,5 cm de haut, la plus grande 64 cm.

### Skyphoi

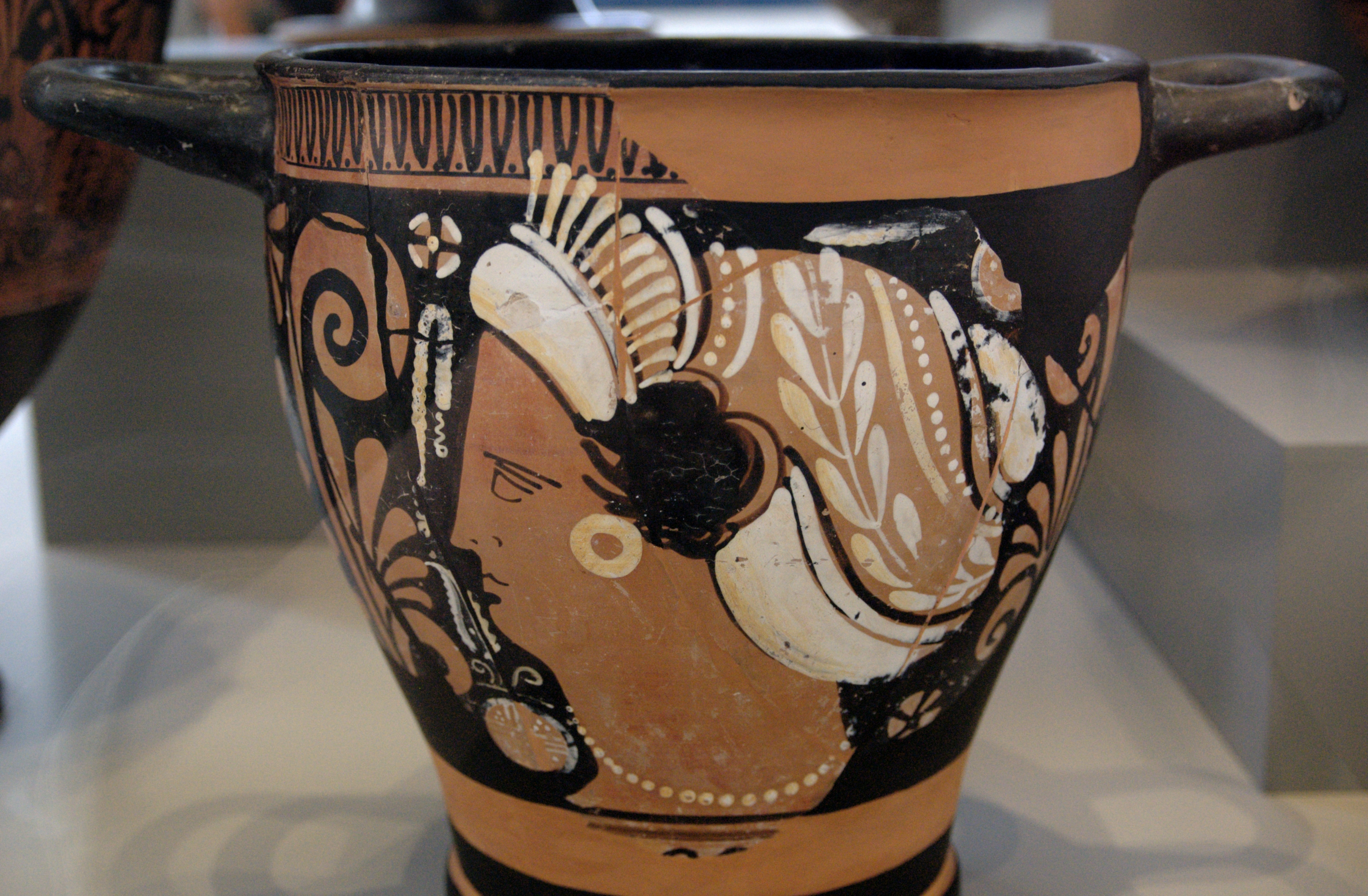
Skyphos à la tête de femme (1984.59)

Deux skyphoi anormalement grands pour des gobelets à boire, appartiennent comme les amphores à la classe de qualité moyenne de la vaisselle trouvée dans la fouille. Ils ont été peints des deux côtés par le peintre d'Armidale avec des têtes de femme artistiquement couvertes de coiffes blanches. Sur leurs visages sont peints des bandeaux élastiques, et leurs têtes sont entourées de rosaces. Sous les poignées, les côtés sont ornés de grandes palmettes. Les skyphoi sont hauts de 30,5 cm et 31 cm.

### Plat d'Héraclès

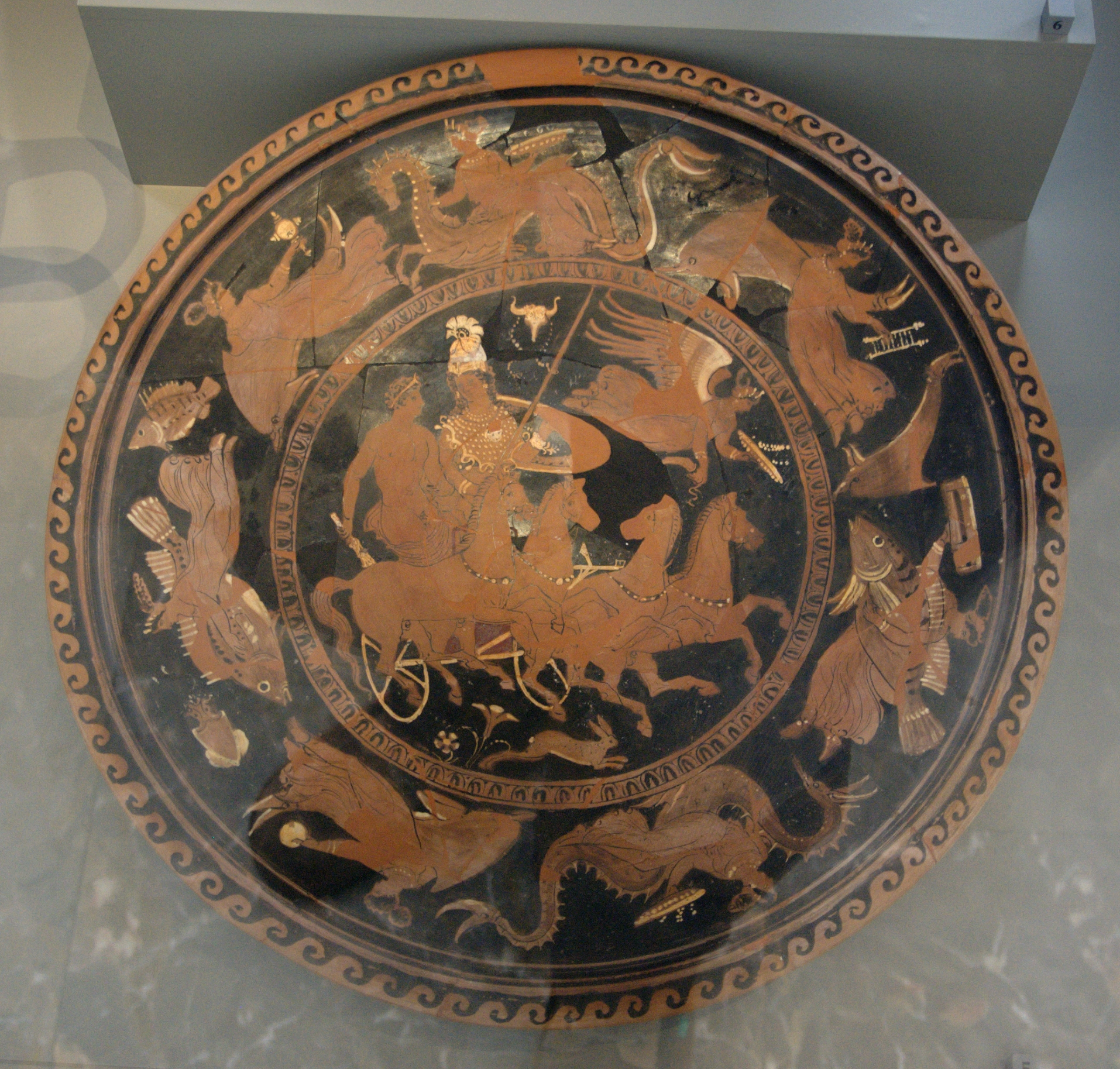
Le plat d'Héraclès (1984.47)

Le plat d'Héraclès est attribué au groupe du peintre de Phrixos, dans l'environnement du peintre des Enfers. Il a un diamètre de 50 cm. Le tableau central représente l'apothéose d'Héraclès. Le héros, sur le chemin de l'Olympe, n'est pas représenté de manière habituelle. Il n'est pas barbu, mais représenté comme un jeune homme, ce qui doit symboliser l'éternelle jeunesse des dieux. À la place de la peau de lion, il porte un manteau. Le seul attribut qui identifie l'homme comme Héraclès est la massue dans sa main. À côté de lui sur le quadrige se tient Athéna, la protectrice du héros. Héraclès est ainsi représenté come tous les jeunes hommes défunts sur les vases. Il n'est pas clair si cette ressemblance est systématique, ou ne surgit que de l'imagination du peintre.
La frise courant sur le bord montre des sirènes qui utilisent comme montures divers monstres marins, poissons, dauphins, dragons de mer. Elles tiennent divers objets en main – un miroir, une balle, une boîte, un instrument de musique – tous attributs d'une vie sans souci dans l'au-delà.

### Assiettes à la tête de femme et aux poissons

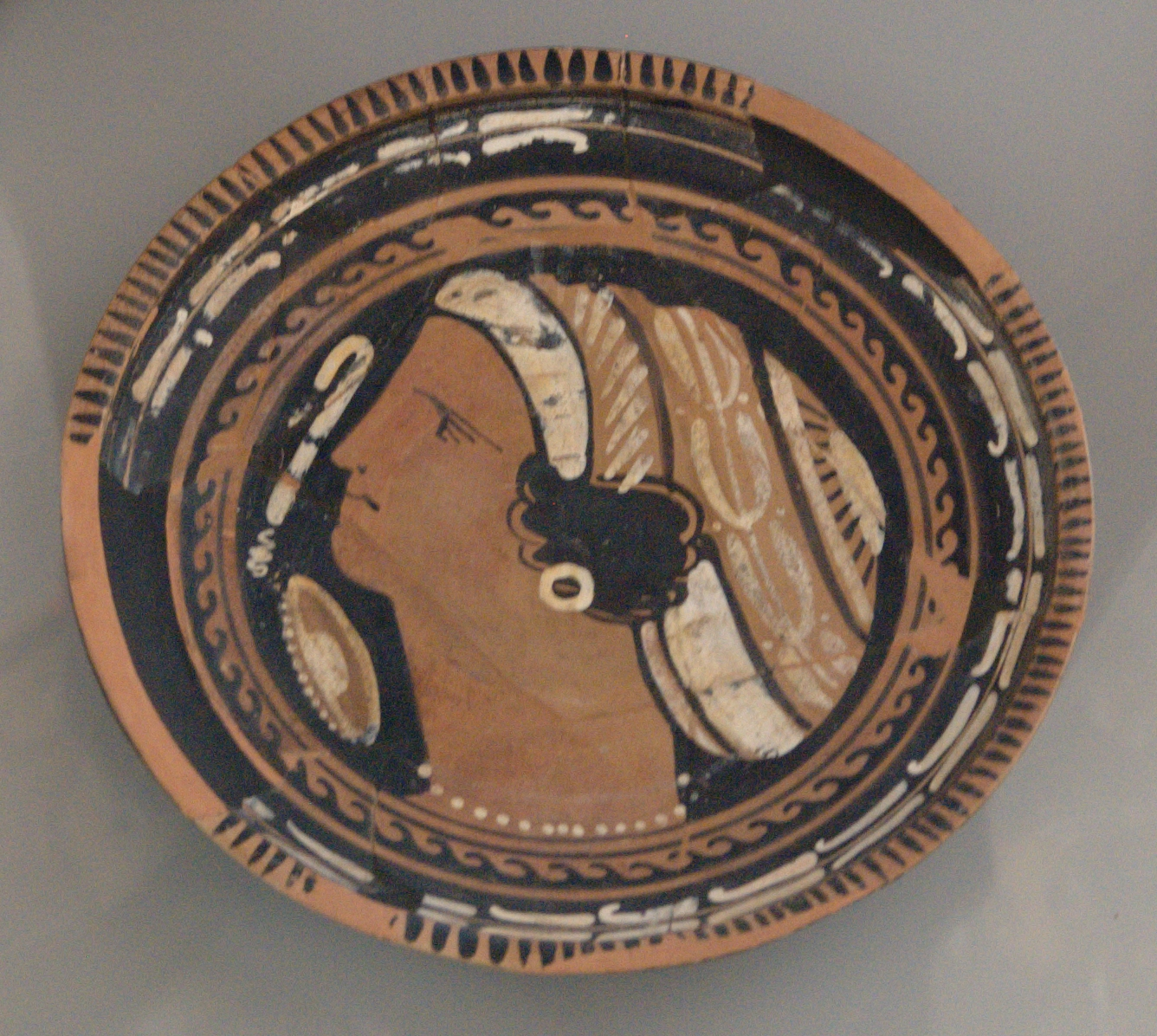
Assiette à la tête de femme (1984.52)

À côté du grand plat d'Héraclès, la collection comprend treize assiettes plus petites. Quatre d'entre elles sont dénommées assiettes à la tête de femme. Elles ont un diamètre de 19  à   20 cm et sont attribuées au peintre d'Armidale. Les têtes de femme correspondent à celles représentées sur les skyphoi de la collection, qui ont aussi été attribués au peintre d'Armidale. Tandis que trois des assiettes sont reconstituées presque complètement, une des assiettes provenant des achats de 1991 n'est encore que fragmentaire.

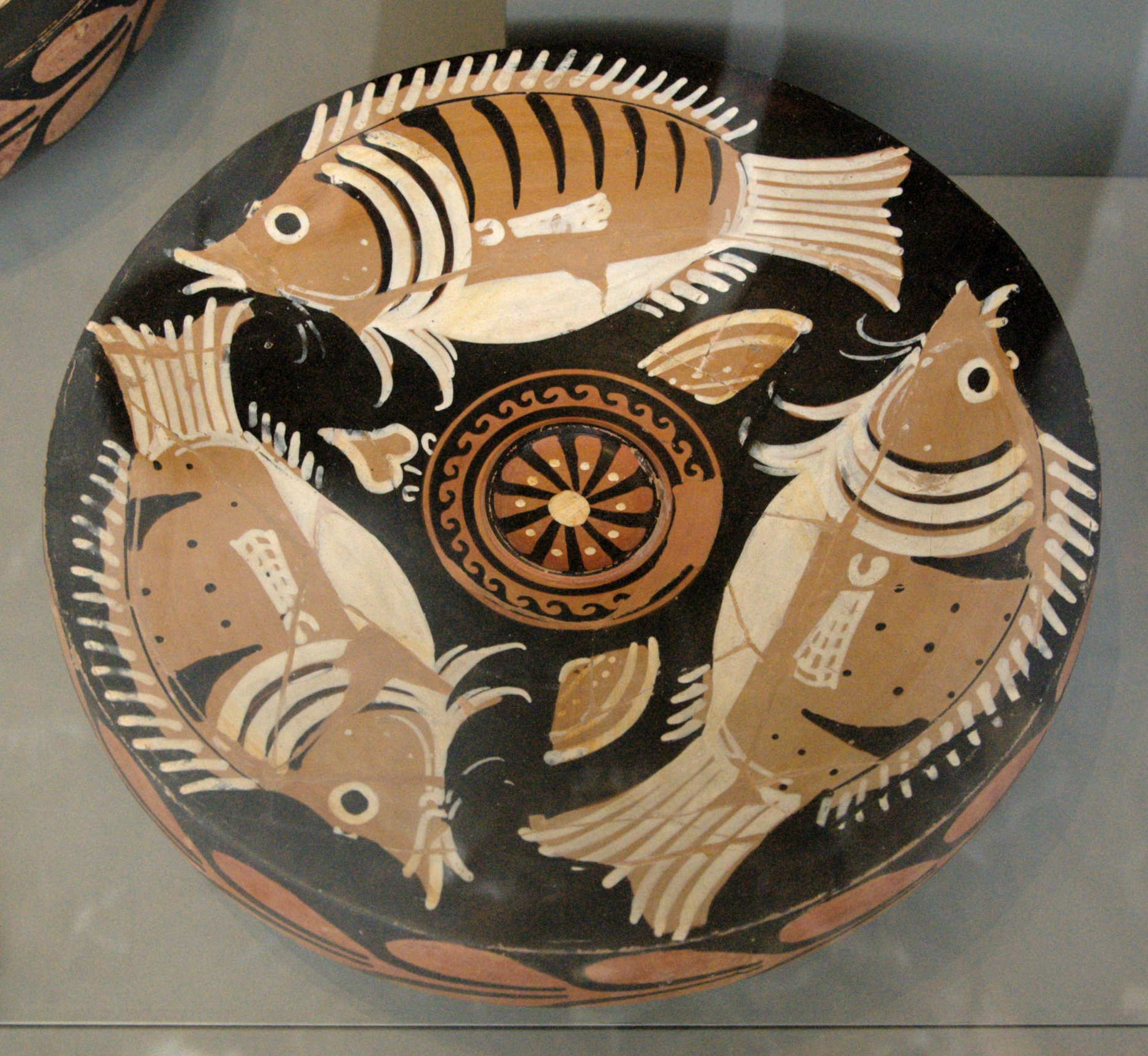
Assiette aux poissons (1984.57)

Neuf assiettes aux poissons complètent l'ensemble. Elles appartiennent à un genre spécial de vases, qui était répandu dans tout le sud grec de l'Italie. On les attribue à un ou plusieurs peintres de l'entourage du peintre de Darius. On désigne ces peintres comme le groupe de Karlsruhe 66/140, car il peut s'agir du seul peintre de Karlsruhe 66/140. Leur diamètre va de 23,3  à   25 cm, leur hauteur, pour les exemplaires dont le pied a été conservé, va de 6,5  à   7,4 cm. Sur toutes ces assiettes, trois grands animaux marins dominent chacun environ un tiers de la surface. La plupart du temps, ce sont des sars à tête noire qui sont représentés, sur deux assiettes, il n'y a même que ce motif. Sur une des assiettes, on trouve aussi une autre espèce de sparidés. À part cela, le répertoire des figurations comprend des mollusques, des seiches, des bars, des torpilles marbrées et autres. Entre les animaux marins principaux, on trouve souvent de petits coquillages, ou des feuilles de lierre, qui séparent les principaux motifs.

### Autres fragments
À partir des rachats de 1991, on a pu reconstruire une assiette à tête de femme et cinq assiettes aux poissons. Il restait six fragments, dans lesquels on a reconnu les restes de coupe du type de Xénon. Sur la base de la forme de cinq fragments de lèvre – le sixième fragment provient du raccord entre coupe et pied – on conclut qu'il y avait deux tailles de coupe de diamètres estimés à environ 15  et   20 cm. Le nombre de récipients auxquels les fragments appartiennent est inconnu. La peinture des coupes est, autant qu'on puisse en juger, purement décorative.

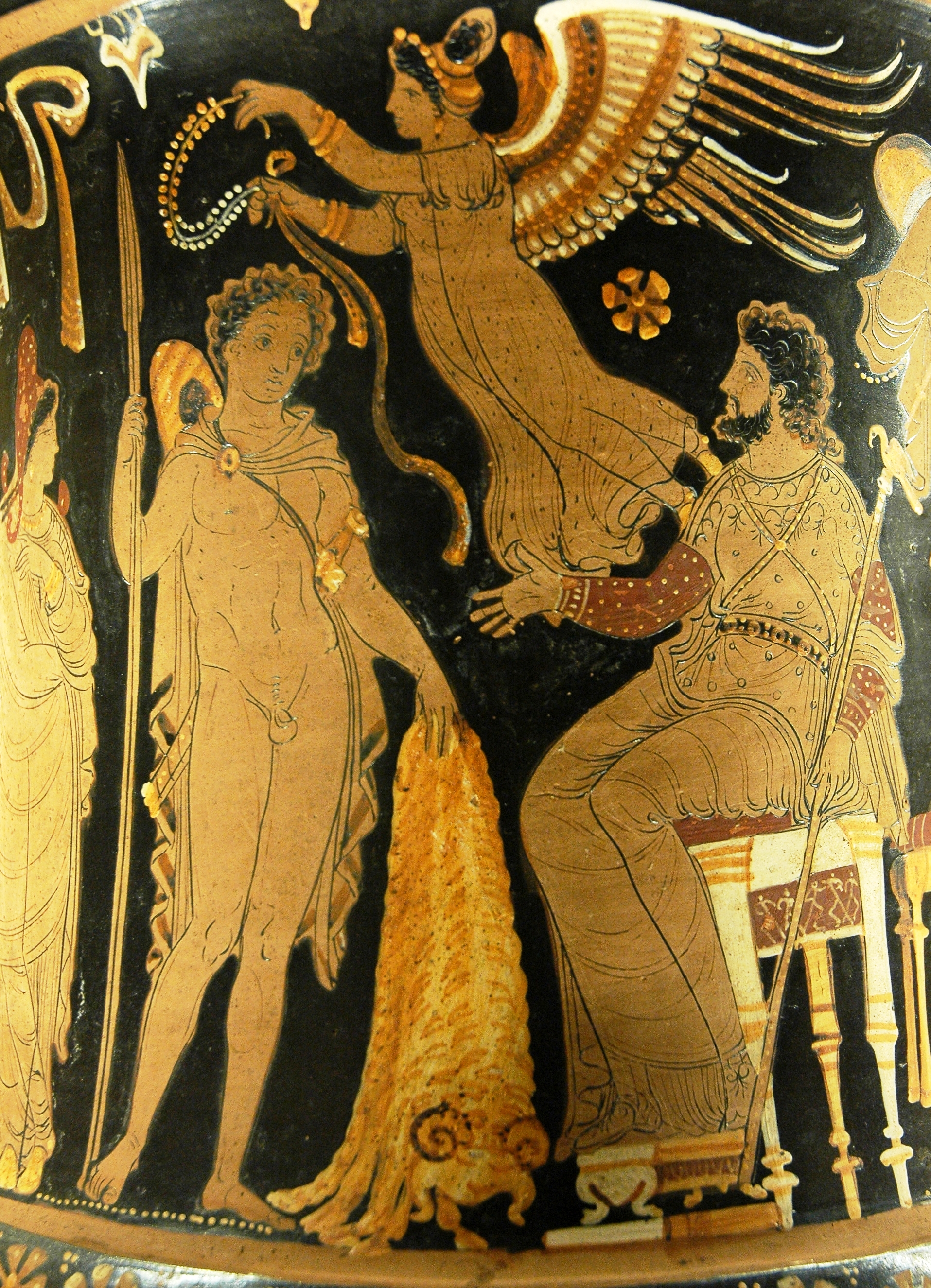
Jason apporte la Toison d'or à Pélias. Cratère apulien v. 340/330 av.J.C., autre œuvre du peintre des Enfers, Musée du Louvre.

## Artistes
Les divers peintres auxquels les œuvres sont attribuées appartiennent tous au même environnement. Les vases ont tous été datés autour de 340 av.J.C. mais des successions chronologiques peuvent cependant être mises en évidence. Chronologiquement, le premier peintre a été le peintre de Varrese, qui était au milieu du IVe siècle av. J.-C. un des peintres de vases des Pouilles les plus importants. Les prédécesseurs immédiats du peintre de Darius se groupèrent autour de lui. Puis vient le peintre de Copenhague 4223. Puis le peintre de Darius, qui le premier parmi les peintres apuliens tardifs a exploité les possibilités des vases monumentaux. Son habileté a influencé tous les peintres de vases apuliens après lui. On lui attribue, à lui ou à son entourage immédiat, trois vases formant la majorité de la fouille. Son successeur le plus important est le peintre des Enfers, qui après lui a créé la plupart des grandes œuvres de la fouille. Le peintre d'Armidale a été le dernier peintre représenté dans la collection, et il est peut-être identique avec le peintre de Ganymède. Il était plutôt spécialiste des petits vases, où il a créé 600 œuvres.
Par comparaison, les artistes représentés ici nous ont légué beaucoup de vases. Tous ont travaillé dans un atelier de Tarente ressemblant à une usine, avec de grands chiffres de production. Jusqu'à présent, on ne se représente pas encore clairement l'organisation de ce genre de grands ateliers, bien que l'on sache qu'il y en avait beaucoup en Italie méridionale. L'atelier de Darius et des Enfers, dont proviennent les œuvres présentées ici est considéré comme la manufacture qui a produit les travaux de vases apuliens à décors rouges de la plus haute qualité de cette époque.